# Przepływ stacjonarny
Przepływ stacjonarny (daw. przepływ ustalony) – ruch płynu, w którym składowe wektora prędkości nie są funkcjami czasu. Inaczej mówiąc, 
przepływ stacjonarny to ruch płynu niezmieniający się w czasie.
Przeciwieństwem przepływu stacjonarnego jest przepływ niestacjonarny. 
W przepływie stacjonarnym cząstki płynu poruszają się po liniach prądu, tj. linie prądu pokrywają się z trajektoriami cząstek płynu. 
Przepływ stacjonarny może odbywać się z różnymi, na ogół niezbyt wysokimi prędkościami. Jednym z warunków jego istnienia jest zachowanie laminarności przepływu.  
W przepływach turbulentnych stacjonarny ruch płynu jest z definicji niemożliwy. Czasami jednak używa się kontrowersyjnego określenia stacjonarny przepływ turbulentny w odniesieniu do ruchów płynu, w których prędkość średnia zachowuje stałą wartość w czasie, jak np. podczas turbulentnego przepływu przez rurę przy stałym wydatku przepływu.